# The True Discoveries of Witches and Demons

The True Discoveries of Witches and Demons est le deuxième album du trio Simulacrum, qui est ici augmenté de Marc Ribot à la guitare et de Trevor Dunn à la basse. Comme pour le premier album, la musique est un mélange de jazz et de métal, de minimalisme, d'atonalité et de noise.

## Titres
| No  | Titre                          | Durée |
| --- | ------------------------------ | ----- |
| 1.  | Strategies                     | 4:05  |
| 2.  | Psychosoma                     | 2:52  |
| 3.  | Imaginary Stations             | 3:20  |
| 4.  | The Power of the Runic Symbols | 3:07  |
| 5.  | Dark Sacrifice                 | 4:51  |
| 6.  | Sorcerer                       | 3:42  |
| 7.  | Ecclesiastes                   | 2:18  |
| 8.  | The Gordian Knot               | 3:33  |
| 9.  | Phantasms                      | 7:31  |
| 10. | Mirrors of Being               | 7:27  |

## Personnel
- Trevor Dunn - basse
- John Medeski - orgue
- Marc Ribot - guitare
- Kenny Grohowski - batterie
- Matt Hollenberg - guitare